# William Lemit
William Lemit, né le 15 décembre 1908 dans le 16e arrondissement de Paris et mort le 22 août 1966 dans le même arrondissement, est un compositeur, pédagogue et musicologue français.

« Une fleur au chapeau, à la bouche une chanson,

Un cœur joyeux et sincère,

Et c’est tout ce qu’il faut à nous filles et garçons

Pour aller au bout de la terre. »

— Une fleur au chapeau, William Lemit, 1937

## Biographie
William Lemit est né au sein d’une famille cultivée. Le décès de son père, alors qu'il n'a que 14 ans, l'oblige à quitter l’école prématurément pour gagner sa vie. Toute sa culture d’homme adulte, il l’a donc acquise en autodidacte.

### Des débuts chantants
Dès l’adolescence, William Lemit appartient au mouvement scout, au sein des Éclaireurs de France, association laïque. Il y développe son goût précoce et son talent pour le chant, qui l’oriente vers l’étude de la musique. Il pratique la guitare, la flûte à bec, l’harmonie et le contrepoint. Très tôt, dès l'adolescence, il publie de multiples chansons. C'est son recueil « La fleur au chapeau », paru en 1937, qui le rend célèbre. Outre des chants composés par lui, ce recueil comprend de nombreuses harmonisations de chansons traditionnelles (on dirait aussi folkloriques ou populaires), pour voix et instruments.
Dans les années qui suivent, paraissent de nombreux autres recueils mêlant compositions originales et harmonisations de chansons folkloriques, entre autres :
« Quittons les cités » (chansons de marche, dont La main dans la main), « Ensemble », « Voix unies », « La ronde du temps », « La vie du garçon », « Voix amies », « Filles et garçons », « Eté », « Petite cantate de Noël », « Quarante chorals de J.S. Bach » …
William Lemit publia aussi un manuel du meneur de chants, intitulé « Fais-nous chanter ».
Pour chacune de ses compositions personnelles, ainsi que dans ses harmonisations, William Lemit s'impose des règles très strictes qui tiennent compte à la fois des moyens limités des chanteurs auxquels il s’adresse en priorité que de l’esprit du folklore. Toutefois, dans ses derniers recueils (« Eté », « Terre des enfants ») il s’autorise l’emploi d’harmonies plus hardies, démontrant sa connaissance de la musique moderne.

### Instructeur national de chant
Du fait de ses hautes compétences, au lendemain de la guerre 40-45, il est nommé Instructeur national de chant à la Direction de la Jeunesse et des sports, en même temps que le fondateur du mouvement choral À Cœur Joie, son ami César Geoffray. Il est également instructeur national de chant aux Eclaireurs de France, pour lesquels il publie plusieurs chansonniers. Il est co-auteur du chansonnier du Jamboree de 1947.
C'est principalement dans le cadre des Centres d’entraînement aux méthodes d’éducation active (CEMEA) qu'il développe son intense activité d’éducation musicale. Il anime entre autres, avec ses collaborateurs, quantité de stages pour les moniteurs de colonies de vacances alors en pleine expansion. Sa grande expérience en matière d’éducation des enfants et des jeunes explique sa nomination parmi les principaux dirigeants de l’association.

### La Chanterie de Paris
En parallèle de cet engagement au service des CEMEA, il crée la « Chanterie de Paris », un groupe vocal original qu’il veut différent de la plupart des chorales : le but est de chanter pour le plaisir et non pour le spectacle, le chef (lui, en l’occurrence) restant modestement au milieu des chanteurs, sans gesticulations. Des prestations sont données sur les places, sur le quai d’une gare, occasionnellement sur scène. Les interprétations (qu’il s’agisse de modestes chansons populaires, de chansons de Roland de Lassus ou de Clément Janequin, du « chœur des ombres heureuses » de Gluck ou de l’Alleluia du Messie de Haendel) se veulent sobres. Mais la justesse, la beauté du timbre, l’expression subtilement nuancée, la joie et la tendresse provoquent l’admiration des auditeurs les plus exigeants.
Il se suicide en 1966, laissant en héritage une œuvre abondante : les nombreuses chansons qu’il a composées, les multiples harmonisations de chansons traditionnelles, deux petites cantates, etc.

### Au service du folklore
Passionné par le folklore au vrai sens du terme - c’est-à-dire par la culture des sociétés traditionnelles (contes, chansons, musique, danses, etc)  – il en fut un spécialiste reconnu. Il fut notamment l’ami du grand folkloriste Patrice Coirault, chercheur scrupuleux et érudit, auteur de quelques ouvrages fondamentaux : « Recherches sur notre ancienne chanson populaire traditionnelle » (1927 et s.) et « Notre chanson folklorique » (1942).
C’est au travail de William Lemit que l'on doit la publication du dernier ouvrage de Coirault, « Formation de nos chansons folkloriques » (éd. du Scarabée, 1953 et s.), et beaucoup plus tard, indirectement, le « Répertoire Coirault (« Répertoire des chansons françaises de tradition orale », éd. Bibliothèque nationale)

### Un héritage substantiel
À travers son œuvre, à travers sa vie, les stages qu’il a animés, ses multiples livres et articles - c'est toute une philosophie de l’éducation  et plus largement de la vie, qu'il lègue. Une philosophie fondée sur quelques valeurs, quelques convictions qu’on peut résumer comme suit :
1. Chaque personne, et d’abord chaque enfant – de quelque milieu qu’il provienne - possède en elle, en lui, des capacités intellectuelles, sensibles, créatrices, motrices, etc., qui ne demandent qu’à se développer, pourvu qu’un environnement éducatif confiant et compétent lui soit offert. C’est vrai dans tous les domaines, mais plus spécialement dans celui du chant, de la musique instrumentale et de la danse.
2. Dans le domaine musical, les formes les plus modestes, et notamment les chansons folkloriques (dont Bela Bartok disait qu’elles étaient aussi parfaites, dans leurs limites, qu’une œuvre de Bach ou de Mozart), sont plus accessibles à ceux qui n’ont pas eu la chance d’une formation élitiste, et peuvent être la base d’une éducation musicale approfondie.
3. Le respect des enfants, des jeunes, et plus généralement des gens à qui s’adresse l’éducateur ou l’animateur, lui impose un choix rigoureux du répertoire qu’il leur offre, et le refus d’accepter toute dictature du commerce et de la mode.
4. Le plaisir de chanter, de jouer de la musique, de danser – plaisir indispensable à l’adhésion des intéressés – n’est pas incompatible avec une grande exigence de qualité.